# سینودیکون شرقی

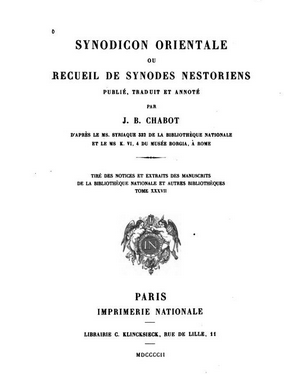

سینودیکون شرقی (انگلیسی: Synodicon Orientale)، مجموعه ای از مجامع و قوانین کلیسای مشرق از اوایل قرن پنجم تا اواخر قرن هشتم و بازتابی از علایق فکری و سیاسی پاتریارک کلیسای شرق است. این نه تنها در مورد امور کلیسایی، بلکه در مورد زمینه کلیسا که تحت حکومت‌های ایرانی و اسلامی فعالیت می‌کند، اطلاعاتی ارائه می‌دهد. فقط اصلاحات جزئی ویراستاری با توجه به عناوین کلیسایی نابجا وجود دارد، به نحوی که بر اعتبار تاریخی متن تأثیر نمی‌گذارد. در اواخر قرن هشتم یا اوایل قرن نهم به سرپرستی تیموتائوس اول سلوکیه تیسفون گردآوری شد. از آنجایی که ادعا می‌کند مجموعه ای کامل از شوراها است، و اولین شورایی که تیموتای اول برگزار کرد در سال ۷۹۰ بود، ممکن است بین ۷۷۵ (آخرین مجمعی که ثبت کرده است) و ۷۹۰ قدمت داشته باشد. با این حال، در متنی حتی بزرگتر به نام «سینودیکون بزرگ» گنجانده شده است که در قرن یازدهم گردآوری شده است و دارای نوشته‌های تاریخی و متنوع تری است.

## فهرست سینودها (شوراها)
1. نخستین شورای سلوکیه-تیسفون (مداین)
2. شورای مار یحب اله اول Yahballaha I  دومین شورای سلوکیه-تیسفون (۴۲۰)
3. شورای دادیشو (اولین پدرسالار مداین (۴۲۴)
4. مجمع بارسوما (۴۸۴)
5. شورای مار آکاکیوس (۴۸۶)
6. شورای کلیسای کاتولیکوس بابی (۴۹۷)
7. شورای کاتولیکوس مار آبای اول (۵۴۴)
8. شورای کاتولیکوس مار یوسف (۵۵۴)
9. شورای مار حزقیال (۵۷۶)
10. مجمع مرعشعوب اول (۵۸۵)
11. شورای کاتولیکوس ساباریشو اول (۵۹۶)
12. شورای پاتریارک گریگوری اول (۶۰۵)
13. شورای ۶۱۲ پس از مرگ پاتریارک گریگوری اول (گریگوری از سلوکیه-تیسفون)-یک نوع غیرعادی از سینود بحث‌برانگیز به دستور شاه ساسانی برگزار شد. سینود در دربار پادشاهی خسرو پرویز، در بیست و سومین سال سلطنت او، بین گابریل سنجاری پزشک ارتدکس سوری و اسقف‌های کلیسای شرق برگزار شد. تنها گزارش باقی مانده از این ملاقات توسط کلیسای شرق نوشته شده است.
14. شورای کلیسای پاتریارک کاتولیکوس جورج اول (گیورگیس یکم/مار گیوارگیس یکم) (۶۷۶)
15. شورای مار حنانیشو دوم (۷۷۵)